# まつもとななみ
まつもと ななみ（本名：松本 菜々美（読み同じ）、10月31日 - ）は、岡山県高梁市出身の日本のシンガーソングライター・作詞家・作曲家である。所属レコード会社はユニバーサルミュージック合同会社、所属事務所はメロネストである。

## 来歴
- 2002年 - 岡山アクターズスクールにてトレーニング（ダンス、歌唱を学ぶ）。マジシャン山上兄弟主演舞台「魔女伝説」のオーディションに合格し、女優として出演。
- 2003年 - 都内を中心にライブ活動開始。コンピレーションアルバム「STAR LIGHT」に参加。
- 2006年 - シンガーソングライターとして創作活動を開始。
- 2008年7月 - 自主制作盤ミニアルバム「SMiLE」発売。
- 2009年 - YAMAHA×syncl YAMAHA MMS（パンフレットモデル）。
- 2010年 - ストリートライブを積極的に開始。
- 2011年 - 自主制作盤CDを2枚発売。六本木morph-tokyo[注釈 1] ワンマンライブ「ななみcollection」開催。
- 2012年
  - 8月 - 東京都港区「東芝ビルディング夏まつり」　メインステージ出演
  - 12月 - メジャーシングル「MIO」発売。
  - 12月ラゾーナ川崎プラザルーファ広場グランドステージ レコ発ワンマンライブ開催。
  - 岡山県高梁市のふるさと大使「備中高梁伝えたいし！」受嘱。
- 2013年
  - 2月 - In Unity2013PRミニライブ＠元住吉駅構内にゲスト出演。
  - 5月 - 西日本放送・RNC news every.で「シンガーソングライターまつもとななみ特集」放送。
  - 10月 - ファーストアルバム「I think of you」発売。
  - Mt.RAINIER HALL SHIBUYA PLEASURE PLEASURE ワンマンライブ「ななみcollection #2」開催。
- 2014年
  - 4月 - 岡山県高梁警察署の一日白バイ隊長 受嘱。
  - 4月 - 横浜市港北区サウンドポート＠ノースポート・モール港北出演。
  - 5月 - 高梁市文化交流館ホール ワンマンライブ「「ななみcollection #3」開催。
  - 8月 - 小田銀座ナイトバザール出演。
  - 9月 - 神奈川県・小杉神社神楽殿「小杉神社例大祭・祭礼奉納ライブ」出演。
  - 10月 - 神奈川県川崎市「idaiモールまつり」出演
  - DVD付きシングル「きみの物語/誕生日」発売。
- 2015年
  - 5月 - JFEふれあい祭り　メインステージ出演。
  - 7月 - 第5回かわさき地産地消フェア出演。
  - 12月 - 第5回たま音楽祭　アトリウムステージ司会。
- 2016年
  - 3月 - 神奈川県川崎市のハローキティ川崎市バスナビゲーター任命式典司会。
  - 5月 - コスギオープンカフェ出演。
  - 8月 - 東京都大田区「雑色商店街サマーフェスタ」出演。
  - 9月 - 生田緑地☆星空コンサート　アウトドアステージ司会。
  - 12月 - ダイナシティプレゼンツ「ラジオ日本小田原放送局 ダイナレディオ！！１４８５」出演
- 2017年
  - 1月 - 岡山県高梁警察署の一日警察署長受嘱。
  - 5月 - コスギオープンカフェ出演。
  - 6月 - HAPPY MAMA FESTA KAWASAKI[注釈 2]出演。
- 2018年
  - 2月 - 2月3日、一般男性と結婚、妊娠したことを発表[3]。2月27日、第１子女児を出産[4]。

## 人物
血液型はAB型、身長153cmである。

## 楽曲提供
- 2010年
  - 株式会社ドクタージョンズ・キャンディーズ・ジャパン[注釈 3]「パピプペロリポップ」
- 2012年2月
  - 株式会社エーエフシーCMソング「元気アップきれいアップ」（作曲・アレンジ、静岡県を中心に放送）
- 2015年
  - 2月 - 滝口成美「GEKI-TEKI EVOLUTION」（作詞、BSフジ「カンニングのDAI安吉日!」EDテーマ）
  - 6月 - リンクSTAR`s 「ダーリン」（作詞）
  - FIVE STARS「無限大の未来へ/Twinkle Collector」（「A&G NEXT BREAKS FIVE STARS」OP・ED）
- 2016年
  - MILLEA「祈り」（作詞・作曲）